# Тит Флавий Постумий Титиан
Тит Флавий Постумий Титиан (лат. Titus Flavius Postumius Titianus) — римский государственный деятель конца III века — начала IV века, консул 301 года. Происходил из знатного рода, сделал долгую карьеру, занимая различные гражданские должности.

## Биография

### Происхождение
Тит Флавий Постумий Титиан был представителем известного в III веке рода Постумиев. По одной линии он был правнуком происходившего из Нумидии оратора и философа, консула-суффекта 160 года Марка Флавия Постумия Феста. По другой линии Тит был потомком выходца из всаднического сословия и префекта Египта при Адриане Флавия Титиана. Флавий Титиан усыновил Тита Флавия Клавдия Сульпициана, ставшего впоследствии префектом Рима. Дочь Сульпициана Флавия Титиана была замужем за императором Пертинаксом. Сын Тита, консул-суффект около 200 года Флавий Титиан был женат на Постумии Варии, чьим предком был Постумий Фест. От них и происходили известные в III веке представители рода Постумиев.
Тит Флавий Постумий Титиан, возможно, был сыном Постумия Анния Титиана, упомянутого в составе жреческой коллегии арвальских братьев около 241 года. Его братом или кузеном был префект Рима в 271 году Тит Флавий Постумий Вар. Консул 272 года Тит Флавий Постумий Квиет, прокуратор Лугдунской Галлии и Аквитании Флавий Титиан, предположительно, были его родственниками.

### Карьера
В начале своей карьеры Титиан был императорским кандидатом на должности квестора и претора. В период до 291 года он занимал должность консула-суффекта, но точно датировать время его пребывания на этом посту не представляется возможным. По другой версии, он был возведен в ранг консуляра. Между 286 и 293 годом (историк Инге Меннен склонен датировать более точно — 291/292 годом) Титиан был корректором Цизальпийской Галлии и чиновником, ответственным за приведение в исполнение императорских приговоров. Авторы Prosopography of the Later Roman Empire склонны считать, что Титиан не одновременно занимал эти должности, а по очереди. В течение данного периода времени он построил и освятил храм Непобедимого Солнца в Комуме.
Между 292 и 293 годом Титиан занимал должность корректора Кампании. Он был первым человеком, упомянутым в этом качестве. Вслед за этим, в 293/2944 или 294/295 он был чиновником с проконсульским империем, ответственным за состояние акведуков и поставки зерна в Рим. У Титиана был помощником его клиент Тит Элий Поэмений, который посвятил ему надпись по окончании срока его полномочий. С июля 295 по июль 296 года Тит Флавий Постумий находился на посту проконсула Африки. Его предшественником был Кассий Дион. Затем, в 301 году он занимал должность ординарного консула вместе с Вирием Непоцианом. Титиан стал последним человеком, ординарное консульство которого обозначалось как «консул в x раз», при этом более ранний суффектный консулат считался как первый (в последующее время суффектный консулат уже не оказывал влияния на счет консульств, да и сами случаи повторного предоставления ординарного консулата частным лицам исчезли). Наконец, Титиан был назначен префектом Рима, на посту которого он находился с 12 февраля 305 по 19 марта 306 года.
До 295 года Титиан был назначен на две жреческие должности: авгура и понтифика Солнца. Позже он стал дуодецемвиром Рима (эта должность была создана в связи с появлением в правление Адриана храма Венеры Ромы). Он продолжал исполнять свои жреческие обязанности и в эпоху Константина I Великого. Также он был куратором Лугдуна, Кал и ещё одного города, чье название не сохранилось до нашего времени. В одной из надписей Титиан назван оратором. Он стал последним представителем своего рода, достигшим высоких государственных должностей.